# Kings and Queens (chanson de Thirty Seconds to Mars)
Pour les articles homonymes, voir Kings and Queens.
Singles de Thirty Seconds to Mars
A Beautiful Lie
(2007) This Is War
(2010)
Pistes de This Is War
Night of the Hunter This Is War
Kings and Queens est une chanson rock alternatif de Thirty Seconds to Mars. Il s'agit du huitième single du groupe, et du premier extrait de l'album This Is War. Il a été publié aux États-Unis le 13 octobre 2009.

## Histoire
Le 11 septembre 2009, Virgin Records America annonça "Kings and Queens" comme le nouveau single de Thirty Seconds to Mars.
Cette chanson a été utilisée pour la bande-annonce du film "Le Royaume de Ga'hoole"
et pour la bande-annonce de "L'invention d'Hugo Cabret" ("Hugo"), de Martin Scorsese...
Un remix de la chanson par le DJ/Performer français Tiborg est sorti sur l'édition japonaise de This is war, pour le label New Yorkais Ultra Records.